# Seznam českých filmů
Chronologický seznam českých filmů, před rokem 1918/1919 také rakousko-uherských s účastí tvůrců z českých zemí, v letech 1918–1939 a 1945–92/93 filmů československých, v letech 1939–1945 českých a německých s účastí tvůrců z českých zemí.

## 1890–1899

### 1898
- Akrobacie na velocipedu
- Alarm staroměstských hasičů[pozn. 1]
- Cvičení s kužely Sokolů malostranského[pozn. 2]
- Cyklisté[pozn. 3]
- Defilování vojska o Božím těle na Královských Hradčanech[pozn. 4]
- Dostaveníčko ve mlýnici[pozn. 5]
- Hanácké banderium[pozn. 6]
- Polední výstřel na Mariánských hradbách[pozn. 7]
- Přenesení kolébky Františka Palackého z Hodslavic na Výstaviště[pozn. 8]
- Purkyňovo náměstí na Královských Vinohradech[pozn. 9]
- Rychlovlak v Podbabí[pozn. 10]
- Slavnost zakládání pomníku Františka Palackého[pozn. 11]
- Smích a pláč[pozn. 12]
- Staroměstští hasiči[pozn. 13]
- Svatojanská pouť v českoslovanské vesnici[pozn. 14]
- Útok pražského dělostřelectva
- Voltýžování jízdního odboru Sokola pražského[pozn. 15]
- Výstavní párkař a lepič plakátů[pozn. 16]
- Žofínská plovárna[pozn. 17]

## 1900–1909

### 1901
- IV. všesokolský slet v Praze[pozn. 18]
- Slavnostní vysvěcení mostu císaře Františka I.[pozn. 19]

### 1902
- To nejlepší číslo[pozn. 20]

### 1906
- Satanova jízda po železnici[pozn. 21]

### 1907
- Pátý všesokolský slet v Praze[pozn. 22]

### 1908
- Jízda Prahou otevřenou tramvají[pozn. 23]
- Jubilejní hold městských sborů pražských
- Jubilejní výstava Obchodní a živnostenské komory roku 1908 v Praze[pozn. 24]
- Kočárová doprava[pozn. 25]
- Květinové kočáry[pozn. 26]
- Polní mše na Staroměstském náměstí
- Průvod delegací v tradičních krojích
- Průvod sokolstva v Prostějově[pozn. 27]
- První den jarních dostihů pražských
- První sjezd českých střeleckých jednot v Praze
- Reklamní průvod českých podniků a společností
- Slavnost otevření nového Čechova mostu[pozn. 28]
- Slavnostní a všední výjevy z Výstaviště[pozn. 29]
- Slet sokolstva v Prostějově[pozn. 30]
- Svěcení základního kamene jubilejního kostela sv. Antonína v Praze VII.
- Zahájení výstavy za účasti pražského starosty[pozn. 31]

## 1910–1919

### 1910
- Jarní sen starého mládence[pozn. 32]
- Oslava uspořádaná na počest 550letého c. k. privilegovaného sboru městských ostrostřelců v Praze
- Pan Ponrepo se klaní[pozn. 33]

### 1911
- Hubička
- Chov husí v Libuši u Prahy
- Kejřův mlýn v Hloubětíně
- Pomník Františka Palackého před dokončením[pozn. 34]
- Ponrepovo kouzelnictví
- Pro peníze
- Rudi na křtinách
- Rudi na záletech
- Rudi se žení
- Rudi sportsman
- Sokové
- Život zabité žáby[pozn. 35]

### 1912
- Český Yachtklub na Sázavě
- Čtyři roční doby
- Dáma s barzojem
- Falešný hráč
- Rozvedená paní
- Slavnost odhalení pomníku 1. července 1912
- Stará Praha
- Svatojánské proudy
- Záhadný zločin[pozn. 36]
- Živé modely[pozn. 37]
- Život mrtvé žáby

### 1913
- Americký souboj
- Černošice
- Estrella
- Faust
- Cholera v Praze
- Idyla ze staré Prahy
- Konec milování
- Pan profesor, nepřítel žen
- Pět smyslů člověka[pozn. 38]
- Podkova
- Prodaná nevěsta
- Smuteční pochod Chopinův
- Šaty dělají člověka
- Šoférka
- Tragedie ve sněhu
- Z fysiologie embrya plovatky
- Zkažená krev
- Zub za zub
- Život šel kolem

### 1914
- Andula žárlí
- Fotbalový turnaj o Stříbrný pohár
- L. P. 1914 aneb Do biografu před sto lety
- Láska a dřeváky[pozn. 39]
- Nenávistí k lásce
- Noční děs
- Pegoud v Praze
- Pražský kinematografický journal
- Zamilovaná tchyně

### 1915
- Ahasver
- Dík válečného sirotka[pozn. 40]
- Jarní dny pražských junáků - skautů v Klamovce
- Mobilizace
- Povodeň v Praze

### 1916
- České hrady a zámky
- Zlaté srdéčko

### 1917
- Polykarp aprovisuje[pozn. 41]
- Polykarpovo zimní dobrodružství
- Pražští adamité

### 1918
- A vášeň vítězí
- Čaroděj
- Čertisko
- České nebe
- Československý Ježíšek
- Démon rodu Halkenů[pozn. 42]
- Dobrodružství Joe Focka
- Ferenc se žení
- Kozlonoh
- Láska si nedá poroučet
- Lásko třikrát svatá
- Na pomoc Dohodě
- O děvčicu[pozn. 43]
- Ošálená komtesa Zuzana[pozn. 44]
- Praha roku 1549[pozn. 45]
- Princezna z chalupy
- Sen frátera Ondřeje
- Šestnáctiletá
- Učitel orientálních jazyků
- V měsíci lásky

### 1919
- Ada se učí jezdit
- Akcie P. Ž. H.[pozn. 46]
- Akord smrti
- Aloisův los[pozn. 47]
- Boby nesmí kouřit
- Bogra
- Byl první máj[pozn. 48]
- Dáma s malou nožkou
- Dáma s růží
- Divoká Maryna[pozn. 49]
- Do nového života
- Evin hřích
- Jindra
- Krasavice Kaťa
- Kvetná nedeľa vo Vajnoroch
- Láska je utrpením
- Macocha
- Noc na Karlštejně
- O Adrienu
- Ohněm a mečem
- Oklamaný hypnotisér Swengali[pozn. 50]
- Palimpsest
- Papá
- Píseň lásky[pozn. 51]
- Pro hubičku do Afriky
- Probuzené svědomí[pozn. 52]
- Rabbi Löw
- Sivooký démon
- Smrtelný let aeroplánu pod pražským mostem
- Sněženka z Tater
- Stavitel chrámu
- Tanečnice
- Teddy by kouřil
- Titimekův náhrdelník
- Utrpením ke slávě[pozn. 53]
- Vzteklý ženich
- Yorickova lebka[pozn. 54]
- Záhadný případ
- ZF 646 – Záběry z provozu Ringhofferovy továrny v Praze na Smíchově
- Zloděj
- Zpravodajský šot 1919

## 1920–1929

### 1922
- Adam a Eva

### 1926
- Aničko, vrať se!
- Falešná kočička

### 1928
- Aféra v grandhotelu

### 1929
- Adjunkt Vrba
- Erotikon
- Varhanik u Sv. Vita
- Andělíčkářka

## 1930–1939

### 1930
- C. a k. polní maršálek
- Černé oči, proč pláčete...?
- Černý plamen
- Fidlovačka
- Když struny lkají
- Lidé v bouři
- Nepočestná žena
- Opeřené stíny
- Pradlenka Jeho Jasnosti
- Tajemství lékařovo
- Tonka Šibenice
- Utrpení šedé sestry
- Vendelínův očistec a ráj
- Vše pro lásku
- Za rodnou hroudu

### 1931
- Aféra plukovníka Rédla
- Dobrý voják Švejk
- Dobří pomocníci
- Karel Havlíček Borovský
- Kariéra Pavla Čamrdy
- Loupežník
- Miláček pluku
- Muži v offsidu
- Obrácení Ferdyše Pištory
- On a jeho sestra
- Osada mladých snů
- Poslední bohém
- Psohlavci
- Pudr a benzín
- Skalní ševci
- Svět bez hranic
- To neznáte Hadimršku
- Třetí rota
- Ze soboty na neděli
- Žena, která se směje

### 1932
- Anton Špelec, ostrostřelec
- Děvčátko, neříkej ne!
- Extase
- Funebrák
- Kantor Ideál
- Lelíček ve službách Sherlocka Holmese
- Malostranští mušketýři
- Načeradec, král kibiců
- Peníze nebo život
- Pepina Rejholcová
- Píseň o velké lásce
- Písničkář
- Právo na hřích
- Před maturitou
- Růžové kombiné
- Sestra Angelika
- Sňatková kancelář
- Šenkýřka U divoké krásy
- Tisíc za jednu noc
- Vězeň na Bezdězi
- Zapadlí vlastenci
- Zlaté ptáče

### 1933
- A život jde dál
- Dědečkův svátek
- Diagnosa X
- Dobrá rada
- Dobrá rada nad zlato
- Dobrý tramp Bernášek
- Drž je!
- Dům na předměstí
- Dvanáct křesel
- Exekutor v kabaretu
- Její lékař
- Jindra, hraběnka Ostrovínová
- Jsem děvče s čertem v těle
- Madla z cihelny
- Mámino srdce
- Mizející svět
- Na sluneční straně
- Okénko
- Perníková chaloupka
- Pobočník Jeho Výsosti
- Prodaná nevěsta
- Revizor
- Řeka
- S vyloučením veřejnosti
- Sedmá velmoc
- Skřivánčí píseň
- Sněhurka a sedm trpaslíků
- Srdce za písničku
- Strýček z Ameriky
- Svítání
- Štvaní lidé
- U snědeného krámu
- U svatého Antoníčka
- V tom domečku pod Emauzy
- Vražda v Ostrovní ulici
- Záhada modrého pokoje
- Ze světa lesních samot
- Zem spieva
- Život je pes

### 1934
- Anita v ráji
- Dokud máš maminku
- Grandhotel Nevada
- Hej rup!
- Hrdinný kapitán Korkorán
- Hřích mládí
- Hudba srdcí
- Marijka nevěrnice
- Matka Kráčmerka
- Mazlíček
- Na růžích ustláno
- Na Svatém Kopečku
- Nezlobte dědečka
- Pán na roztrhání
- Pokušení paní Antonie
- Polská krev
- Poslední muž
- Pozdní máj
- Rozpustilá noc
- Tatranská romance
- Tři kroky od těla
- U nás v Kocourkově
- V cizím revíru
- Volha v plamenech
- Výkřik do sibiřské noci
- Z bláta do louže
- Za ranních červánků
- Za řádovými dveřmi
- Zlatá Kateřina
- Žena, která ví, co chce
- Život vojenský, život veselý

### 1935
- A proč?
- A život jde dál
- Ať žije nebožtík
- Barbora řádí
- Bezdětná
- Cácorka
- Hrdina jedné noci
- Jana
- Jánošík
- Jedenácté přikázání
- Jedna z milionu
- Klub tří
- Koho jsem včera líbal
- Král ulice
- Maryša
- Milan Rastislav Štefánik
- Osudová chvíle
- Pan otec Karafiát
- Polibek ve sněhu
- Pozdní láska
- První políbení
- Studentská láska
- Taneček panny Márinky
- Vdavky Nanynky Kulichovy

### 1936
- Děti velké lásky
- Divoch
- Golem
- Irčin románek
- Jízdní hlídka
- Komediantská princezna
- Lojzička
- Manželství na úvěr
- Na tý louce zelený
- Naše jedenáctka
- Páter Vojtěch
- Píseň drožkáře
- Port Arthur
- Sextánka
- Srdce v soumraku
- Světlo jeho očí
- Švadlenka
- Trhani
- Tři muži ve sněhu
- Tvoje srdce inkognito
- Ulička v ráji
- Uličnice
- Velbloud uchem jehly
- Vojnarka
- Vzdušné torpédo 48

### 1937
- Advokátka Věra
- Armádní dvojčata
- Batalion
- Bílá nemoc
- Děvčata, nedejte se!
- Děvčátko z venkova
- Děvče za výkladem
- Důvod k rozvodu
- Falešná kočička
- Filosofská historie
- Harmonika
- Hlídač č. 47
- Hordubalové
- Jan Vývara
- Jarčin profesor
- Karel Hynek Mácha
- Kariéra matky Lízalky
- Klatovští dragouni
- Krb bez ohně
- Kříž u potoka
- Kvočna
- Láska a lidé
- Lidé na kře
- Lidé pod horami
- Lízin let do nebe
- Matkina spoveď
- Mravnost nade vše
- Naši furianti
- Otec Kondelík a ženich Vejvara
- Panenství
- Poručík Alexander Rjepkin
- Poslíček lásky
- Rozkošný příběh
- Rozvod paní Evy
- Srdce na kolejích
- Svět patří nám
- Švanda dudák
- Tři vejce do skla
- Vdovička spadlá s nebe
- Výdělečné ženy
- Vyděrač
- Ze všech jediná
- Ztratila se Bílá paní
- Žena na rozcestí
- Žena pod křížem

### 1938
- Andula vyhrála
- Bílá vrána
- Bláhové děvče
- Boží mlýny
- Cech panen kutnohorských
- Cestou křížovou
- Cikánská láska
- Co se šeptá
- Děti na zakázku
- Druhé mládí
- Ducháček to zařídí
- Ideál septimy
- Jarka a Věra
- Její pastorkyně
- Klapzubova XI.
- Krok do tmy
- Lucerna
- Manželka něco tuší
- Milování zakázáno
- Myšlenka hledající světlo
- Naše země
- Neporažená armáda
- Pán a sluha
- Panenka
- Pod jednou střechou
- Pozor, straší...!
- Slávko, nedej se!
- Slečna matinka
- Soud boží
- Stříbrná oblaka
- Svatební cesta
- Svět, kde se žebrá
- Škola základ života
- Škola života
- Třetí zvonění
- Vandiny trampoty
- Včera neděle byla
- Vzhůru nohama
- Zborov

### 1939
- Bílá jachta ve Splitu
- Cesta do hlubin študákovy duše
- Dědečkem proti své vůli
- Děvče z předměstí
- Dobře situovaný pán
- Dvojí život
- Eva tropí hlouposti
- Holka nebo kluk?
- Humoreska
- Hvězda z poslední štace
- Její hřích
- Jiný vzduch
- Kdybych byl tátou
- Kouzelný dům
- Královna stříbrných hor
- Kristián
- Lízino štěstí
- Mořská panna
- Muž z neznáma
- Nevinná
- Ohnivé léto
- Osmnáctiletá
- Paní Kačka zasahuje
- Paní Morálka kráčí městem
- Příklady táhnou
- Srdce v celofánu
- Studujeme za školou
- Svátek věřitelů
- Teď zas my
- Tulák Macoun
- U pokladny stál...
- U svatého Matěje
- Ulice zpívá
- Umlčené rty
- V pokušení
- Venoušek a Stázička
- Veselá bída
- Věra Lukášová
- Zlatý člověk
- Žabec
- Ženy u benzinu

## 1940–1949

### 1940
- Adam a Eva
- Artur a Leontýna
- Babička
- Baron Prášil
- Čekanky
- Dceruška k pohledání
- Dívka v modrém
- Druhá směna
- Dva týdny štěstí
- Katakomby
- Konečně sami
- Madla zpívá Evropě
- Maskovaná milenka
- Minulost Jany Kosinové
- Muzikantská Liduška
- Okénko do nebe
- Pacientka dr. Hegla
- Panna
- Pelikán má alibi
- Peřeje
- Píseň lásky
- Pohádka máje
- Poslední Podskalák
- Poznej svého muže
- Prosím, pane profesore
- Přítelkyně pana ministra
- Směry života
- Štěstí pro dva
- To byl český muzikant
- Vy neznáte Alberta?
- Život je krásný

### 1941
- Advokát chudých
- Gabriela
- Hotel Modrá hvězda
- Jan Cimbura
- Modrý závoj
- Nebe a dudy
- Noční motýl
- Paličova dcera
- Pantáta Bezoušek
- Pražský flamendr
- Preludium
- Pro kamaráda
- Provdám svou ženu
- Přednosta stanice
- Roztomilý člověk
- Rukavička
- Tetička
- Těžký život dobrodruha
- Turbina
- Z českých mlýnů
- Za tichých nocí

### 1942
- Barbora Hlavsová
- Host do domu
- Karel a já
- Městečko na dlani
- Muži nestárnou
- Okouzlená
- Přijdu hned
- Ryba na suchu
- Valentin Dobrotivý
- Velká přehrada
- Zlaté dno

### 1943
- Bláhový sen
- Čtrnáctý u stolu
- Experiment
- Mlhy na Blatech
- Šťastnou cestu
- Tanečnice
- Žíznivé mládí

### 1944
- Děvčica z Beskyd
- Jarní píseň
- Kluci na řece
- Neviděli jste Bobíka?
- Paklíč
- Počestné paní pardubické
- Skalní plemeno
- Sobota
- U pěti veverek

### 1945
- Prstýnek
- Rozina sebranec
- Řeka čaruje

### 1946
- Hrdinové mlčí
- Lavina
- Mrtvý mezi živými
- Muži bez křídel
- Nadlidé
- Nezbedný bakalář
- Pancho se žení
- Právě začínáme
- Průlom
- 13. revír
- V horách duní
- Velký případ

### 1947
- Alena
- Až se vrátíš
- Čapkovy povídky
- Housle a sen
- Jan Roháč z Dubé
- Muzikant
- Nevíte o bytě?
- Nikdo nic neví
- Nikola Šuhaj
- Parohy
- Podobizna
- Polibek ze stadionu
- Portáši
- Poslední mohykán
- Předtucha
- Siréna
- Tři kamarádi
- Týden v tichém domě
- Uloupená hranice
- Znamení kotvy

### 1948
- Bílá tma
- Červená ještěrka
- Dnes neordinuji
- Dravci
- Dvaasedmdesátka
- Hostinec U kamenného stolu
- Kariéra
- Krakatit
- Křížová trojka
- Léto
- Na dobré stopě
- Návrat domů
- O ševci Matoušovi
- Případ Z-8
- Svědomí
- Ves v pohraničí
- Vlčie diery
- Zelená knížka
- Železný dědek

### 1949
- Daleká cesta
- Divá Bára
- Dnes o půl jedenácté
- Dva ohně
- Chceme žít
- Němá barikáda
- Pan Habětín odchází
- Pan Novák
- Pětistovka
- Pytlákova schovanka
- Revoluční rok 1848
- Rodinné trampoty oficiála Tříšky
- Soudný den
- Velká příležitost
- Vzbouření na vsi
- Žízeň

## 1950–1959

### 1950
- Bajaja
- Bylo to v máji
- Jak pejsek s kočičkou myli podlahu
- Král Lávra
- Malý partyzán
- Není stále zamračeno
- Pára nad hrncem
- Past
- Posel úsvitu
- Poslední výstřel
- Případ dr. Kováře
- Přiznání
- Racek má zpoždění
- Temno
- V trestném území
- Veselý souboj
- Vítězná křídla
- Vstanou noví bojovníci
- Za život radostný
- Zocelení
- Zvony z rákosu

### 1951
- Akce B
- Cesta ke štěstí
- Císařův pekař
- DS-70 nevyjíždí
- Karhanova parta
- Mikoláš Aleš
- Milujeme
- Mordová rokle
- Nejlepší tip
- Pekařův císař
- Slepice a kostelník
- Štika v rybníce
- Usměvavá zem

### 1952
- Anna proletářka
- Divotvorný klobouk
- Dovolená s Andělem
- Haškovy povídky ze starého mocnářství
- Konec strašidel
- Mladá léta
- Nad námi svítá
- Nástup
- Písnička za groš
- Plavecký mariáš
- Pyšná princezna
- Slovo dělá ženu
- Staré pověsti české
- Únos
- Velké dobrodružství
- Zítra se bude tančit všude

### 1953
- Afrika I. – Z Maroka na Kilimandžáro
- Afrika II. – Od rovníku ke Stolové hoře
- Americké řešení
- Expres z Norimberka
- Jestřáb kontra Hrdlička
- Kavárna na hlavní třídě
- Komedianti
- Měsíc nad řekou
- Můj přítel Fabián
- Olověný chléb
- Přicházejí z tmy
- Tajemství krve
- Večery s Jindřichem Plachtou
- Výstraha
- Ztracená stopa

### 1954
- Botostroj
- Cirkus bude!
- Dnes večer všechno skončí
- Frona
- Jan Hus
- Ještě svatba nebyla
- Kolotoč humoru
- Na konci města
- Na stříbrném zrcadle
- Nejlepší člověk
- Severní přístav
- Stříbrný vítr
- Tanková brigáda

### 1955
- Anděl na horách
- Byl jednou jeden král…
- Cesta do pravěku
- Dobrodružství na Zlaté zátoce
- Hudba z Marsu
- Jan Žižka
- Muž v povětří
- Návštěva z oblak
- Nechte to na mě
- Obušku, z pytle ven!
- Po noci den
- Psohlavci
- Punťa a čtyřlístek
- Rudá záře nad Kladnem
- Strakonický dudák
- Větrná hora
- Vzorný kinematograf Haška Jaroslava
- Z mého života

### 1956
- Advent
- Dalibor
- Dědeček automobil
- Dobrý voják Švejk
- Honzíkova cesta
- Hra o život
- Hrátky s čertem
- Jurášek
- Kudy kam
- Labakan
- Legenda o lásce
- Neporažení
- Nevěra
- Nezlob, Kristino!
- Robinsonka
- Roztržka
- Synové hor
- Váhavý střelec
- Vina Vladimíra Olmera
- Zaostřit, prosím!
- Zářijové noci
- Zlatý pavouk
- Ztracenci

### 1957
- Bomba
- Brankář bydlí v naší ulici
- Florenc 13.30
- Malí medvědáři
- Konec jasnovidce (1963)
- Padělek
- Páté kolo u vozu
- Poslušně hlásím
- Proti všem
- Případ ještě nekončí
- Ročník jedenadvacet
- Snadný život
- Škola otců
- Štěňata
- Tam na konečné
- V proudech
- V pátek ráno
- Vlčí jáma

### 1958
- Aby nebyli sami
- Afghánistán chce mír
- Cesta zpátky
- Co řekne žena
- Černý prapor
- Dnes naposled
- Hořká láska
- Hry a sny
- Hvězda jede na jih (1964)
- Kasaři
- Mezi nebem a zemí
- Morálka paní Dulské
- O věcech nadpřirozených
- Občan Brych
- Páté kolo u vozu
- Povodeň
- Princezna se zlatou hvězdou
- Smrt v sedle
- Tenkrát o Vánocích
- Touha
- Tři přání (film) (1963)
- Útěk ze stínu
- V šest ráno na letišti
- Vynález zkázy
- Zatoulané dělo
- Zde jsou lvi
- Žižkovská romance
- Stvoření světa

### 1959
- Dařbuján a Pandrhola
- Dům na Ořechovce
- Hlavní výhra
- Jak se Franta naučil bát
- Kam čert nemůže
- Konec cesty
- Král Šumavy
- Kruh
- Křižovatky
- Letiště nepřijímá
- Májové hvězdy
- Mstitel
- O medvědu Ondřejovi
- Ošklivá slečna
- Partyzánská stezka
- Pět z miliónu
- Prázdniny v oblacích
- Probuzení
- První a poslední
- První parta
- Přátelé na moři
- Romeo, Julie a tma
- Sen noci svatojánské
- Slečna od vody
- Sny na neděli
- 105% alibi
- Taková láska
- Velká samota
- Vstup zakázán
- Zkouška pokračuje
- Zpívající pudřenka
- Život pro Jana Kašpara

## 1960–1969

### 1960
- Bílá spona
- Cirkus jede
- Černá sobota
- Červená aerovka
- Holubice
- Chlap jako hora
- Kouzelný den
- Ledoví muži
- Lidé jako ty
- Osení
- Páté oddělení
- Pochodně
- Policejní hodina
- Práče
- Přežil jsem svou smrt
- Případ Lupínek
- Rychlík do Ostravy
- Sedmý kontinent
- Smyk
- Srpnová neděle
- Tři tuny prachu
- U nás v Mechově
- Valčík pro milión
- Všude žijí lidé
- Vyšší princip
- Zlé pondělí
- Žalobníci

### 1961
- Červnové dny
- Ďáblova past
- Florián
- Hledá se táta
- Jarní povětří
- Je-li kde na světě ráj
- Každá koruna dobrá
- Kde alibi nestačí
- Kde řeky mají slunce
- Kohout plaší smrt
- Kolik slov stačí lásce
- Kotrmelec
- Králíci ve vysoké trávě
- Labyrint srdce
- Ledové moře volá
- Lidé za kamerou
- Malý Bobeš
- Muž z prvního století
- Neodpočívej v pokoji
- Noční host
- Pohádka o staré tramvaji
- Pohled do očí
- Pouta
- Procesí k panence
- Reportáž psaná na oprátce
- Smrt na Cukrovém ostrově
- Spadla s měsíce
- Tažní ptáci
- Tereza
- Trápení
- Uprchlík
- Zbabělec

### 1962
- Akce Kalimantan
- Anička jde do školy
- Baron Prášil
- Bílá oblaka
- Blbec z Xeenemünde
- Černá dynastie
- Dva z onoho světa
- Horoucí srdce
- Klaun Ferdinand a raketa
- Kočár nejsvětější svátosti
- Komu tančí Havana
- Kuřata na cestách
- Letos v září
- Malý Bobeš ve městě
- Neděle ve všední den
- Neklidnou hladinou
- Neschovávejte se, když prší
- Objev na Střapaté hůrce
- Pevnost na Rýně
- Poslední etapa
- Praha nultá hodina
- Prázdniny s Minkou
- Prosím, nebudit
- Rusalka
- Slzy, které svět nevidí
- Tam za lesem
- Tarzanova smrt
- Transport z ráje
- Vánice
- Zámek pro Barborku
- Závrať
- Zelené obzory
- Život bez kytary

### 1963
- Až přijde kocour
- Bez svatozáře
- Bylo nás deset
- Cesta hlubokým lesem
- Černý Petr
- 90 minut překvapení
- Deváté jméno
- Einstein kontra Babinský
- Handlíři
- Hlídač dynamitu
- Ikarie XB 1
- Ivana v útoku
- Konkurs
- Král komiků
- Král Králů
- Křik
- Lucie
- Magnetické vlny léčí
- Máte doma lva?
- Mezi námi zloději
- Mykoin PH 510
- Na laně
- Naděje
- O něčem jiném
- Okurkový hrdina
- Poselstvo krále Jiříka
- Pražské blues
- Pršelo jim štěstí
- Smrt si říká Engelchen
- Spanilá jízda
- Strach
- Tak blízko u nebe
- Tchyně
- Tři chlapi v chalupě
- Tři zlaté vlasy děda Vševěda
- Uspořená libra
- Velká cesta
- Začít znova
- Zlaté kapradí

### 1964
- …a pátý jezdec je Strach
- Atentát
- Bláznova kronika
- Bubny
- Čintamani a podvodník
- Démanty noci
- Dobrodružství s nahým klukem
- Dvanáct
- Hra o naftu
- Hvězda zvaná Pelyněk
- Každý den odvahu
- Kdyby tisíc klarinetů
- Komedie s klikou
- Limonádový Joe aneb Koňská opera
- Lov na mamuta
- Marie
- Místenka bez návratu
- Místo v houfu
- Muzeum zázraků
- Neobyčejná třída
- Obžalovaný
- Pět hříšníků
- Povídky o dětech
- Prípad Barnabáš Kos
- První den mého syna
- Příběh dušičkový
- Případ Daniela
- Skok do tmy
- Sparta - Slavia
- Starci na chmelu
- Strakatí andělé
- Táto, sežeň štěně!
- Třiatřicet stříbrných křepelek
- Vysoká zeď
- Za pět minut sedm
- Zpívali jsme Arizonu

### 1965
- Alibi na vodě
- Anděl blažené smrti
- Ať žije republika
- Bílá paní
- Bloudění
- Délka polibku devadesát
- Dobře placená procházka
- Finský nůž
- Fotbal
- Horký vzduch
- Hrdina má strach
- Intimní osvětlení
- Káťa a krokodýl
- Každý mladý muž
- Lásky jedné plavovlásky
- Neviditelný
- Nikdo se nebude smát
- O slavnosti a hostech
- Obchod na korze
- Odsouzený z Pinktownu
- Perličky na dně
- Perlový náhrdelník
- 5 milionů svědků
- Puščik jede do Prahy
- Sběrné surovosti
- 7 zabitých
- Souhvězdí panny
- Strašná žena
- Svatba s podmínkou
- Škola hříšníků
- Třicet jedna ve stínu
- Úplně vyřízený chlap
- Útěk do větru
- Volejte Martina
- Zlatá reneta
- Zločin v dívčí škole
- Ztracená tvář

### 1966
- Dáma na kolejích
- Dědeček, Kyliján a já
- Dva tygři
- Dýmky
- Fantom Morrisvillu
- Flám
- Hotel pro cizince
- Hra bez pravidel
- Kdo chce zabít Jessii?
- Kinoautomat: Člověk a jeho dům (1971)
- Kočár do Vídně
- Kočky neberem
- Konec srpna v hotelu Ozon
- Lidé z maringotek
- Martin a červené sklíčko
- Martin a devět bláznů
- Mučedníci lásky
- Nahá pastýřka
- Návrat ztraceného syna
- Ostře sledované vlaky
- Poklad byzantského kupce
- Poslední růže od Casanovy
- Pražská strašidla
- Romance pro křídlovku
- Sedmikrásky
- Slečny přijdou později
- Smrt za oponou
- Transit Carlsbad
- U telefonu Martin
- Ukradená vzducholoď
- Vrah skrývá tvář
- Vražda po našem
- Znamení Raka
- Ženu ani květinou neuhodíš

### 1967
- Afghánistán
- Automat na přání
- Čtyři v kruhu
- Dita Saxová
- Dívka se třemi velbloudy
- Dům ztracených duší
- Happy end
- Hoří, má panenko
- Já, spravedlnost
- Jak se krade milión
- Jak se zbavit Helenky
- Když má svátek Dominika
- Klec pro dva
- Konec agenta W4C prostřednictvím psa pana Foustky
- Malé letní blues
- Marketa Lazarová
- Muž, který stoupl v ceně
- Na Žižkově válečném voze
- Noc nevěsty
- Pension pro svobodné pány
- Pět holek na krku
- Piknik
- Přísně tajné premiéry
- Rozmarné léto
- Sedm havranů
- Soukromá vichřice
- Stud
- Svatba jako řemen
- Ta naše písnička česká
- Táňa a dva pistolníci
- Údolí včel
- Útěk
- Zázračný hlavolam

### 1968
- Ach, ta vojna
- Bylo čtvrt a bude půl
- Červená kůlna
- Čest a sláva
- Farářův konec
- Jarní vody
- Královský omyl
- Kulhavý ďábel
- Maratón
- Muž na útěku
- Naše bláznivá rodina
- Nebeští jezdci
- Nejkrásnější věk
- Nejlepší ženská mého života
- Objížďka
- Ohlédnutí
- Pasťák
- Pražské noci
- Rakev ve snu viděti...
- Spalovač mrtvol
- Šíleně smutná princezna
- Ta třetí
- Těch několik dní
- Tony, tobě přeskočilo
- Třináctá komnata
- Vánoce s Alžbětou
- Všichni dobří rodáci
- Zločin v šantánu
- Žert
- Žirafa v okně

### 1969
- A život jde dál
- Adelheid
- Čierna minúta
- Den sedmý, osmá noc
- Dospěláci můžou všechno
- Ecce homo Homolka
- Ezop
- Flirt se slečnou Stříbrnou
- Hvězda
- Já, truchlivý bůh
- Kladivo na čarodějnice
- Kolonie Lanfieri
- Mlčení mužů
- Odvážná slečna
- Ovoce stromů rajských jíme
- Panenství a kriminál
- Po stopách krve
- Přehlídce velím já
- Případ pro začínajícího kata
- Skřivánci na niti
- Slasti Otce vlasti
- Směšný pán
- Smuteční slavnost
- Svatej z Krejcárku
- Světáci
- Šest černých dívek aneb Proč zmizel Zajíc
- Tělo Diany
- Touha zvaná Anada
- Utrpení mladého Boháčka
- Zabil jsem Einsteina, pánové…
- Zabitá neděle

## 1970–1979

### 1970
- Archa bláznů (1990)
- Čtyři vraždy stačí, drahoušku
- Ďábelské líbánky
- Hlídač
- Hogo fogo Homolka
- Jeden z nich je vrah
- Jsem nebe
- Kapitán Korda
- Kateřina a její děti
- Lišáci-Myšáci a Šibeničák
- Lucie a zázraky
- Luk královny Dorotky
- Medená veža
- Muž, který rozdával smích
- Na kolejích čeká vrah
- Na kometě
- Nahota (1990)
- Nevěsta
- Pane, vy jste vdova!
- Partie krásného dragouna
- Pěnička a Paraplíčko
- Radúz a Mahulena
- Svatá hříšnice
- Svatby pana Voka
- Takže ahoj
- Tvář pod maskou
- Ucho
- Už zase skáču přes kaluže
- Valerie a týden divů
- Velká neznámá
- Vražda ing. Čerta

### 1971
- Babička (dvoudílný televizní film)
- Claim na hluchém potoce
- Černý vlk
- Člověk není sám
- Dívka na koštěti
- Hodina modrých slonů
- Hry lásky šálivé
- Karlovarští poníci
- Kaňon samé zlato
- Klíč
- Lekce
- Metráček
- My tři a pes z Pětipes
- Panter čeká v 17.30
- Pět mužů a jedno srdce
- Petrolejové lampy
- Princ Bajaja
- Psi a lidé
- Slaměný klobouk
- Smrt černého krále
- Sólo pro Jaroslava Marvana
- Svědectví mrtvých očí
- Svět otevřený náhodám
- Šance
- Tajemství velikého vypravěče
- Tatínek na neděli
- Touha Sherlocka Holmese
- Velikonoční dovolená
- Vím, že jsi vrah
- Vražda v hotelu Excelsior
- Ženy v ofsajdu

### 1972
- ...a pozdravuji vlaštovky
- Adam Šangala
- Aféry mé ženy
- Akce Bororo
- Bitva o Hedviku
- Cesty mužů
- Človek na moste
- Dvě věci pro život
- Ďaleko je do neba
- Elixíry ďábla
- Hledá se pan Tau
- Homolka a tobolka
- Hráč
- Javor a Juliana
- Kým kohút nezaspieva
- Ľalie poľné
- Letokruhy
- Lupič Legenda
- Morgiana
- My ztracený holky
- Návraty
- O Sněhurce
- Oáza
- Obrazy starého sveta
- Pan Tau a cesta kolem světa
- Podezření
- Půlnoční kolona
- Rodeo
- Slečna Golem
- Smrt si vybírá
- Svatba bez prstýnku
- Šest medvědů s Cibulkou
- Tie malé výlety
- Ukradená bitva
- Vlak do stanice Nebe
- Zajtra bude naskoro
- Zlatá svatba
- Zpívající film

### 1973
- Adam a Otka
- Deň Slnovratu
- Divoká planeta
- Dny zrady I.
- Dny zrady II.
- Dolina
- Družina černého pera
- Horká zima
- Hriech Kataríny Padychovej
- Hroch
- Jakou barvu má láska
- Jezdec formule risk
- Kronika žhavého léta
- Láska
- Maturita za školou
- Milenci v roce jedna
- Noc na Karlštejně
- Očovské pastorále
- Počkám, až zabiješ
- Pokus o vraždu
- Prípad krásnej nerestnice
- Přijela k nám pouť
- Putovanie do San Jaga
- Skrytý prameň
- Srdce na lane
- Tajemství zlatého Buddhy
- Třicet panen a Pythagoras
- Tři chlapi na cestách
- Tři nevinní
- Tři oříšky pro Popelku
- Údolí krásných žab
- Větrné moře
- Vysoká modrá zeď
- Výstřely v Mariánských Lázních
- Zatykač na královnu
- Zlá noc
- Zločin v Modré hvězdě
- Známost sestry Aleny

### 1974
- Cesta ženy
- Deň, ktorý neumrie
- Dobrodružství s Blasiem
- Do zbrane, kuruci!
- Drahé tety a já
- Dvacátý devátý
- Hodíme se k sobě, miláčku...?
- Holky z porcelánu
- Hvězda padá vzhůru
- Jáchyme, hoď ho do stroje!
- Jak utopit dr. Mráčka aneb Konec vodníků v Čechách
- Kdo hledá zlaté dno
- Kto odchádza v daždi...
- Kvočny a Král
- Lidé z metra
- Motiv pro vraždu
- Muž z Londýna
- Na startu je delfín
- Noc oranžových ohňů
- Ohnivé křižovatky
- Osud jménem Kamila
- Pavlínka
- Pohádky tisíce a jedné noci
- Poslední ples na rožnovské plovárně
- Případ mrtvého muže
- Robinsonka
- Sedmého dne večer
- Sokolovo
- Televize v Bublicích aneb Bublice v televizi
- Trofej neznámého strelca
- Veľká noc a veľký den
- Velké trápení
- V každém pokoji žena
- V každom počasí
- Za volantem nepřítel
- Zbraně pro Prahu

### 1975
- Akce v Istanbulu
- Amulet
- Anna, sestra Jany
- Borisek, malý seržant
- Cirkus v cirkuse
- Potomci a předkové: Čas rozhodnutí
- Československá spartakiáda 1975
- Dva muži hlásí příchod
- Dvojí svět hotelu Pacifik
- Holka na zabití
- Horúčka
- Hřiště
- Hudba kolonád
- Jakub lhář
- Město nic neví
- Milosrdný čas
- Můj brácha má prima bráchu
- Mys Dobré naděje
- Nevěsta s nejkrásnějšíma očima
- Operace "Daybreak"
- Osvobození Prahy
- Pacho, hybský zbojník
- Páni kluci
- Plavení hříbat
- Pomerančový kluk
- Prodaná nevěsta
- Profesoři za školou
- Romance za korunu
- Sarajevský atentát
- Sebechlebskí hudci
- Stretnutie
- Šepkajúci fantóm
- Škaredá dědina
- Tak láska začíná...
- Tam, kde hnízdí čápi
- Tetované časom
- Tobě zvonit hrana nebude
- Zrcadlo pro Kristýnu
- Život na útěku

### 1976
- Americká tragédia
- Běž, ať ti neuteče
- Boty plné vody
- Bouřlivé víno
- Čas lásky a naděje
- Červené víno
- Den pro mou lásku
- Desať percent nádeje
- Dobrý den, město
- Do posledného dychu
- Dům Na poříčí
- Dým bramborové natě
- Hadrián z Římsu
- Hra o jablko
- Jakub
- Jeden stříbrný
- Keby som mal dievča
- Koncert pre pozostalých
- Konečně si rozumíme
- Léto s kovbojem
- Malá mořská víla
- Marečku, podejte mi pero!
- Na samotě u lesa
- Náš dědek Josef
- Noc klavíristy
- Odysseus a hvězdy
- Ostrov stříbrných volavek
- Paleta lásky
- Parta hic
- Pozor, ide Jozefína!
- Případ mrtvých spolužáků
- Rozdelení
- Růžové sny
- Smrt mouchy
- Smrt na černo
- Stratená dolina
- Terezu bych kvůli žádné holce neopustil
- To byla svatba, strýčku!
- Zbojník Jurko
- Zítra to roztočíme, drahoušku…!

### 1977
- A řeka mu zpívala…
- Adéla ještě nevečeřela
- Advokátka
- Ať žijí duchové!
- Biela stužka v tvojich vlasoch
- Bludička
- Co je platno kárat, co je platno kázat
- Což takhle dát si špenát
- Čarodějův učeň
- Děti mají zpívat
- Dvere dokorán
- Hněv
- Hodina pravdy
- Honza málem králem
- Hop – a je tu lidoop
- Chlapi jak se patří
- Chodec pražským stoletím
- Jak se budí princezny
- Jak se točí Rozmarýny
- Jak zničit vlastní mužstvo
- „Já to tedy beru, šéfe…!“
- Jen ho nechte ať se bojí
- Kamarátka Šuška
- Na veliké řece
- Oddechový čas
- O moravské zemi
- Osada havranů
- Ozbrojen a velmi nebezpečný
- Parádní číslo
- Pasiáns
- Penelopa
- Podezřelé okolnosti
- Podivný výlet
- Proč nevěřit na zázraky
- Prokop Diviš
- Příběh lásky a cti
- Případ hodného vedoucího
- Rača, láska moja
- Ráno budeme moudřejší
- Rusalka
- Řeknem si to příští léto
- Sázka na třináctku
- Stín létajícího ptáčka
- Stíny horkého léta
- Súkromná vojna
- Šestapadesát neomluvených hodin
- Talíře nad Velkým Malíkovem
- Tichý Američan v Praze
- Ve znamení Tyrkysové hory
- Vítězný lid
- Vojáci Svobody I.-IV.
- Volání rodu
- Všichni proti všem
- Zítra vstanu a opařím se čajem
- Zlatá réva
- Zlaté rybky
- Zrcadlení

### 1978
- Báječní muži s klikou
- Balada pro banditu
- Brácha za všechny peníze
- Čekání na déšť
- Čistá řeka
- Deváté srdce
- Dievča z jazera
- Eva, Eva
- Hrozba
- Já jsem Stěna smrti
- „Já už budu hodný, dědečku!“
- Kentauři
- Kočičí princ
- Krutá ľubosť
- Kulový blesk
- Leť, ptáku leť!
- Lvi salónů
- Město mé naděje
- Mladý muž a bílá velryba
- Muž s orlem a slepicí
- Nechci nic slyšet
- Nekonečná – nevystupovat
- Nie
- Od zítřka nečaruji
- Panna a netvor
- Past na kachnu
- Píseň o stromu a růži
- Pod Jezevčí skálou
- Poéma o svedomí I. – II.
- Poplach v oblacích
- Princ a Večernice
- Pumpaři od Zlaté podkovy
- Pustý dvor
- Radost až do rána
- Setkání v červenci
- Silnější než strach
- Skandál v Gri-Gri baru
- Smoliari
- Sneh pod nohami
- Sólo pro starou dámu
- Stíhán a podezřelý
- Stopař
- Střepy pro Evu
- Tajemství Ocelového města
- Trasa
- Viťaz
- Vražedné pochybnosti
- Zlaté časy

### 1979
- A pobežím až na kraj sveta
- AEIOU
- Blízké diaľavy
- Božská Ema
- Brontosaurus
- Causa Králík
- Cnostný Metod
- Čas pracuje pro vraha
- Diagnóza smrti
- Drsná planina
- Hodinářova svatební cesta korálovým mořem
- Hon na kočku
- Hordubal
- Housata
- Hra na telo
- Chlapi přece nepláčou
- Choď a nelúč sa
- Indiáni z Větrova
- Jak rodí chlap
- Julek
- Kamarátky
- Kam nikdo nesmí
- Kdo přichází před půlnocí
- Koncert na konci léta
- Křehké vztahy
- Lásky mezi kapkami deště
- Modrá planeta
- Muzika pro dva
- Na koho to slovo padne...
- Na pytlácké stezce
- Neohlížej se, jde za námi kůň!
- Panelstory
- Pan Vok odchází
- Paragraf 224
- Pátek není svátek
- Poprask na silnici E4
- Postav dom, zasaď strom
- Postavení mimo hru
- Prerušená hra
- Rosnička
- Rukojmí v Bella Vista
- Semena nenávisti
- Smrt stopařek
- Smrť šitá na mieru
- Tchán
- Tím pádem
- Tři od moře
- Tvář za sklem
- Zlatí úhoři
- Žena pro tři muže

## 1980–1989

### 1980
- Blázni, vodníci a podvodníci
- Blues pro EFB
- Citová výchova jednej Dáše
- Co je doma, to se počítá, pánové...
- Cukrová bouda
- Demokrati
- Děti zítřků
- Dívka s mušlí
- Hodiny
- Hra o královnu
- Jak napálit advokáta
- Jak se dělá smích
- Ja milujem, ty miluješ
- Jen si tak trochu písknout
- Karline manželstvá
- Kluci z bronzu
- Koncert
- Krakonoš a lyžníci
- Krvavá pani
- Muž přes palubu
- Nebojte se na Česnečce
- Něco je ve vzduchu
- Nevěsta k zulíbání
- Nevera po slovensky
- Obžaloba
- Odveta
- Otec ma zderie tak, či tak
- Pohádka o Honzíkovi a Mařence
- Pomsta mŕtvých rýb
- Postřižiny
- Požáry a spáleniště
- Prázdniny pro psa
- Půl domu bez ženicha
- Romaneto
- Rytmus 1934
- Signum laudis
- Sonáta pro zrzku
- Svítalo celou noc
- Temné slunce
- Ten svetr si nesvlíkej
- Toto leto doma
- Trhák
- Útěky domů
- V hlavní roli Oldřich Nový
- Vrchní, prchni
- Za trnkovým keřem
- Zlatá slepice
- Zrcadlo velkého mága
- Živá voda

### 1981
- Buldoci a třešně
- Člny proti prúdu
- Divoký koník Ryn
- Dneska přišel nový kluk
- Dostih
- Ďuro – Truľo
- Evžen mezi námi
- Fénix
- Fronta v týlu nepřítele
- Hadí jed
- Hodina života
- Jako zajíci
- Kalamita
- Kam zmizel kurýr
- Kaňka do pohádky
- Každému jeho nebe
- Konečná stanice
- Kopretiny pro zámeckou paní
- Kosenie jastrabej lúky
- Křtiny
- Láska na druhý pohled
- Matěji, proč tě holky nechtějí?
- Mezi námi kluky
- Monstrum z galaxie Arkana
- Neříkej mi majore!
- Noční jezdci
- Opera ve vinici
- Otec
- Plavčík a Vratko
- Pohádka svatojánské noci
- Poslední leč
- Pozor, vizita!
- Pytláci
- Řetěz
- Skleněný dům
- Súdim ťa láskou
- Ta chvíle, ten okamžik
- Tajemství ďáblovy kapsy
- Tajemství hradu v Karpatech
- Upír z Feratu
- Velké přání
- Víkend bez rodičů
- V podstatě jsme normální
- Vták nociar
- Zakázaný výlet
- Zralé víno

### 1982
- Čarbanice
- Fandy, ó Fandy
- Guľočky
- Jak svět přichází o básníky
- Když rozvod, tak rozvod
- Kočka
- Kouzelné dobrodružství
- Lukáš
- Má láska s Jakubem
- Malinový koktejl
- Malý velký hokejista
- Mrkáček Čiko
- Na konci diaľnice
- Největší pecivál na světě
- Neúplné zatmění
- Od vraždy jenom krok ke lži
- Pásla kone na betóne
- Pavilón šeliem
- Plaché příběhy
- Pohádka o putování
- Pomocník
- Poslední propadne peklu
- Poslední vlak
- Předčasné leto
- Přeludy pouště
- Příhody pana Příhody
- Příště budeme chytřejší, staroušku!
- Revue na zakázku
- Schůzka se stíny
- Slaná růže
- Smrt gospodina Goluže
- Smrt talentovaného ševce
- Sněženky a machři
- Sny o Zambezi
- Srdečný pozdrav ze zeměkoule
- S tebou mě baví svět
- Sůl nad zlato
- Šílený kankán
- Třetí princ
- Tušenie
- Únos Moravanky
- Vinobraní
- Vítr v kapse
- Za humny je drak
- Zelená vlna

### 1983
- Anděl s ďáblem v těle
- „Babičky dobíjejte přesně!“
- Bota jménem Melichar
- Dva kluci v palbě
- Evo, vdej se!
- Faunovo velmi pozdní odpoledne
- Hořký podzim s vůní manga
- Jára Cimrman ležící, spící
- Katapult
- Kluk za dvě pětky
- Kyvadlo, jáma a naděje
- Letný strom radosti
- Levé křídlo
- Lucie, postrach ulice
- Modré z nebe
- Modrý kosatec
- Mŕtvi učia živých
- Muž nie žiadúcí
- Oči pro pláč
- O statečném kováři
- Pasáček z doliny
- Pod nohama nebe
- Putování Jana Amose
- Radikální řez
- Samorost
- Sestřičky
- Slavnosti sněženek
- Slunce, seno, jahody
- Sojky v hlavě
- Stav ztroskotání
- Straka v hrsti
- Svatební cesta do Jiljí
- Štvrtý rozmer
- Třetí skoba pro Kocoura
- Tři veteráni
- Výlet do mladosti
- Záchvěv strachu
- Zámek Nekonečno
- Zánik samoty Berhof
- Zbohom, sladké driemoty
- Zrelá mladosť

### 1984
- ...a zase ta Lucie!
- Angolský deník lékařky
- Atomová katedrála
- Až do konce
- Barrandovské nocturno aneb Jak film zpíval a tančil
- Cesta kolem mé hlavy
- Co je vám, doktore?
- Džusový román
- Falešný princ
- Fešák Hubert
- Hele, on letí!
- Jak básníci přicházejí o iluze
- Kariéra
- Komediant
- Kouzelníkův návrat
- Král drozdí brada
- Kukačka v temném lese
- Lampáš malého plavčíka
- Láska z pasáže
- Láska s vůní pryskyřice
- Lev Tolstoj
- Na druhom brehu sloboda
- Návrat Jána Petru
- Neodchádzaj nocou letnou
- Noc smaragdového měsíce
- Oldřich a Božena
- Opus pro Smrtihlava
- O sláve a tráve
- Poklad hraběte Chamaré
- Poločas štěstí
- Prodavač humoru
- Prodloužený čas
- Příliš velká šance
- Rozpuštěný a vypuštěný
- Rumburak
- S čerty nejsou žerty
- Sladké starosti
- Stín kapradiny
- Tajemství staré půdy
- Této noci v tomto vlaku
- Uhol pohľadu
- Už se nebojím
- V bludisku pamäti
- Vrak
- Všechno nebo nic
- Všichni musí být v pyžamu
- Výbuch bude v pět
- Vyhrávat potichu

### 1985
- ...nebo být zabit
- Albert
- Boj o Moskvu
- Čarovné dědictví
- Dobré světlo
- Do zubů a do srdíčka
- Druhý tah pěšcem
- Experiment Eva
- Fontána pro Zuzanu
- Havárie
- Hledám dům holubí
- Iná láska
- Jako jed
- Já nejsem já
- Kára plná bolesti
- Mach a Šebestová k tabuli!
- Mezek
- Mravenci nesou smrt
- Muž na drátě
- My žijeme v Praze...
- Perinbaba
- Pětka s hvězdičkou
- Podfuk
- Podivná přátelství herce Jesenia
- Pohádka o Malíčkovi
- Pohlaď kočce uši
- Skalpel, prosím
- Skleníková Venuša
- Slané cukríky
- Tichá radosť
- Tísňové volání
- Tretí šarkan
- Veronika
- Vesničko má středisková
- Výjimečná situace
- Zapomeňte na Mozarta
- Zátah
- Zastihla mě noc
- Zelená léta

### 1986
- Akcia Edelstein
- Antonyho šance
- Bloudění orientačního běžce
- Boris Godunov
- Cena medu
- Cena odvahy
- Cizím vstup povolen
- Co takhle svatba, princi?
- Černá punčocha
- Dva na koni, jeden na oslu
- Hry pro mírně pokročilé
- Chobotnice z II. patra
- Jonáš a Melicharová
- Jsi falešný hráč
- Karel Gott
- Kdo se bojí, utíká
- Kohút nezaspieva
- Kouzelné galoše
- Krajina s nábytkem
- Lev s bílou hřívou
- Malá čarodějnice
- Mladé víno
- Můj hříšný muž
- Nekonečná pieseň domoviny
- Není sirotek jako sirotek
- Operace mé dcery
- Papilio
- Pasodoble pre troch
- Pavučina
- Pěsti ve tmě
- Přijď, ať zase omládnu
- Rosa Luxemburg
- Smích se lepí na paty
- Smrt krásných srnců
- Šiesta veta
- Španělská paradentóza
- Utíkejme, už jde!
- Velká filmová loupež
- Veselé Vánoce přejí chobotnice
- Vlčí bouda
- Zakázané uvoľnenie
- Za zády peklo
- Zkrocení zlého muže
- Žáby a iné ryby

### 1987
- A co já, miláčku?
- Anděl svádí ďábla
- Bony a klid
- Citlivá místa
- Copak je to za vojáka…
- Devět kruhů pekla
- Discopříběh
- Dům pro dva
- Figurky ze šmantů
- Hauři
- Hody
- Jak básníkům chutná život
- Jemné umění obrany
- Južná pošta
- Kam doskáče ranní ptáče
- Kam, pánové, kam jdete?
- Když v ráji pršelo
- Mách
- Mahulena, zlatá panna
- Moře začíná za vsí
- Můj přítel d'Artagnan
- Náhodou je príma!
- Narozeniny Z.K.
- Neďaleko do neba
- Nejistá sezóna
- Nemožná
- O princezně Jasněnce a létajícím ševci
- Outsider
- O zatoulané princezně
- Páni Edisoni
- Pehavý Max a strašidlá
- Pravidlá kruhu
- Proč?
- Přátelé Bermudského trojúhelníku
- Sedmé nebe
- Správná trefa
- Strašidla z Vikýře
- Svět nic neví
- Šašek a královna
- Uloupené dětství
- Úsmev diabla
- Víkend za milión
- Začiatok sezóny
- Zatmění všech sluncí
- Zuřivý reportér

### 1988
- Afghánská tradice i současnost
- Čekání na Patrika
- Dobří holubi se vracejí
- Dotyky
- Dům pro dva
- Horká kaše
- Hurá za ním
- Iba deň
- Jonáš II. aneb Jak je důležité míti Melicharovou
- Kamarád do deště
- Kopytem sem, kopytem tam
- Kúpeľňový hráč
- Lovec senzací
- Mikola a Mikolko
- Na dvoře je kůň, šéfe!
- Nebojsa
- Něco z Alenky
- Nefňukej veverko!
- Oznamuje se láskám vašim
- Pan Kaňka ve vesmíru
- Pan Tau
- Piloti
- Postoj
- Pražská 5
- Pražské tajemství
- Prokletí domu Hajnů
- Případ medvědí jeskyně
- Sagarmatha
- Sedm hladových
- Sedem jednou ranou
- Správce skanzenu
- Stupne poražených
- Štek
- Tichý společník
- Uf-oni jsou tady
- Veverka a kouzelná mušle
- Vlakári
- Vlastně se nic nestalo
- Z lásky

### 1989
- Atrakce švédského zájezdu
- Blázni a děvčátka
- Cesta na jihozápad
- Čas sluhů
- Člověk proti zkáze
- Divoká srdce
- Dva lidi v zoo
- Dynamit
- Evropa tančila valčík
- Jak jsme začínali
- Jestřábí moudrost
- Kainovo znamení
- Konec starých časů
- Království za kytaru
- Masseba
- Montiho čardáš
- Muka obraznosti
- Něžná revoluce
- Něžný barbar
- Obyčajný špás
- Poklad rytíře Miloty
- Poutníci
- Právo na minulosť
- Příběh '88
- Rabaka
- Sedím na konári a je mi dobre
- Skřivánčí ticho
- Slunce, seno a pár facek
- Sýkorka
- Tobogan
- Ulice bez jmena
- Útěk s Cézarem
- Uzavřený okruh
- Vážení přátelé, ano
- V meste plnom dáždnikov
- Vojtěch, řečený sirotek
- Volná noha
- Vrať se do hrobu!
- Zvířata ve městě

## 1990–1999

### 1990
- Bizon
- Byli jsme to my?
- Čarodějky z předměstí
- Dávejte si pozor!
- Divoká svině
- Freonový duch
- Houpačka
- Jen o rodinných záležitostech
- Keď hviezdy boli červené
- Kouř
- Král kolonád
- Let asfaltového holuba
- Motýlí čas
- Mrtvý les a jiný bulšit
- Největší přání II.
- Nemocný bílý slon
- O zapomnětlivém černokněžníkovi
- Parta za milión
- Pějme píseň dohola
- Poslední motýl
- Pražákům, těm je hej
- Případ Dr. Horáková
- R. S. C.
- Silnější než já
- Stavení
- Svědek umírajícího času
- Súkromné životy
- Šípková Růženka
- Ta naše písnička česká II
- TGM Osvoboditel
- Tichá bolest
- Vracenky
- V rannej hmle
- Vtáčia princezná
- V žáru královské lásky
- Začátek dlouhého podzimu
- Zkouškové období
- Zvláštní bytosti

### 1991
- Ahmed a Hazar
- Alizuna
- Ciao, Italia!
- Corpus Delicti
- Discopříběh 2
- Hřbitov pro cizince
- Labyrint
- Neha
- Někde je možná hezky
- Obecná škola
- Proč Havel?
- Requiem pro panenku
- Slunce, seno, erotika
- Tankový prapor
- Vyžilý Boudník
- Žebrácká opera

### 1992
- Čarodějka
- Černí baroni
- Dědictví aneb Kurvahošigutntag
- Don Gio
- Ecce Constantia
- Evanjelium o Márii
- Helimadoe
- Kačenka a strašidla
- Kačenka a zase ta strašidla
- Kamarád do deště II – Příběh z Brooklynu
- Kráva
- Lepší je býť bohatý a zdravý než chudobný a chorý
- Městem chodí Mikuláš
- Nový Hyperion aneb Volnost, rovnost, bratrství
- Perfektní manžel
- Trhala fialky dynamitem
- Všetko čo mám rád

### 1993
- Agur 3 – Poslední bitva
- Andělské oči
- Anička s lískovými oříšky
- Císařovy nové šaty
- Hotýlek v srdci Evropy
- Jedna kočka za druhou
- Kanárská spojka
- Karel Kryl – Kdo jsem
- Konec básníků v Čechách
- Krvavý román
- Lekce Faust
- Nahota na prodej
- Nesmrtelná teta
- Svatba upírů
- Šakalí léta
- Tisíc a jedna noc
- Záhada hlavolamu
- Zánik Československa v parlamentu
- Život a neobyčejná dobrodružství vojáka Ivana Čonkina

### 1994
- Akumulátor 1
- Amerika
- Anděl milosrdenství
- Díky za každé nové ráno
- Houpací křeslo
- Hrad z písku
- Ještě větší blbec, než jsme doufali
- Jízda
- Nexus
- Not Angels But Angels
- Pevnost
- Potkal jsem ho v ZOO
- Princezna ze mlejna
- Příliš hlučná samota
- Řád
- Saturnin
- Učitel tance
- V erbu lvice
- Vášnivý polibek
- Vekslák aneb Staré zlaté časy
- Žiletky

### 1995
- …ani smrt nebere
- A poslední zhasne
- Američané v Čechách
- Artuš, Merlin a Prchlíci
- Byl jednou jeden polda
- Cesta peklem
- Divoké pivo
- Fany
- Golet v údolí
- Hazard
- Holčičky na život a na smrt
- Indiánské léto
- Jak chutná smrt
- Malostranské humoresky
- Playgirls
- Playgirls II
- Střelec
- Tělo bez duše
- UŽ
- Válka barev
- Vlak dětství a naděje

### 1996
- Agáta
- Akáty bílé
- Bumerang
- Ceremoniář
- Co dělat? (Cesta z Prahy do Českého Krumlova aneb Jak jsem sestavoval novou vládu)
- Cracker Jack 2
- Eine Kleine Jazzmusik
- Hranice stínu
- Jméno kódu: Rubín
- Kamenný most
- Kolja
- Konto separato
- Kouzelný měšec
- Král Ubu
- Lea
- Lotrando a Zubejda
- Marian
- Mladí muži poznávají svět
- Mňága – Happy end
- O třech rytířích, krásné paní a lněné kytli
- Passage
- Přijeď si pro mě, tady straší
- Spiklenci slasti
- Šeptej
- Zapomenuté světlo

### 1997
- Akt
- Báječná léta pod psa
- Byl jednou jeden polda II. – Major Maisner opět zasahuje!
- Cesta pustým lesem
- Času je málo a voda stúpa
- Do nebíčka
- Je třeba zabít Sekala
- Knoflíkáři
- Mandragora
- Modré z nebe
- Nejasná zpráva o konci světa
- Postel
- Průběžná Otrava krve
- Pták Ohnivák
- Stůj, nebo se netrefím!
- Výchova dívek v Čechách
- Zdivočelá země

### 1998
- A ja tancujem...
- Akční lyrika
- Allegretto
- Císař a tambor
- Co chytneš v žitě
- Čas dluhů
- Česká soda
- Ďábelská hora
- Jezerní královna
- Lazebník sibiřský
- Minulost
- Mrtvej brouk
- Pasti, pasti, pastičky
- Pražský duet
- Rychlé pohyby očí
- Šmankote, babičko, čaruj!
- Temné zpovědi

### 1999
- Agáta
- Ani málo, ani moc
- Byl jednou jeden polda III – Major Maisner a tančící drak
- Dravci
- Dvojrole
- Eliška má ráda divočinu
- Ene bene
- Hanele
- Kanárek
- Kuře melancholik
- Ledové srdce
- Návrat idiota
- Návrat ztraceného ráje
- Nebát se a nakrást
- Nonstop
- Pelíšky
- Polojasno
- Praha očima…
- Princezna ze mlejna 2
- Šest statečných
- Útes
- Vincenz Priessnitz
- Všichni moji blízcí
- Z pekla štěstí
- Zdravý nemocný Vlastimilený Brodský

## 2000–2009

### 2000
- 24
- Aerosomnia
- Akrobat
- Aktualita
- Anděl Exit
- Bitva o život
- Bohemia docta aneb Labyrint světa a lusthauz srdce
- Cesta z města
- Der Lebensborn – Pramen života
- Dobrodružství oceánů: Hledání křišťálového světa I
- Dračí doupě
- Hurá na medvěda
- Král sokolů
- Kytice
- Maturita v listopadu
- Metr X
- Musíme si pomáhat
- Oběti a vrazi
- Otesánek
- Početí mého mladšího bratra
- Proroci a básníci. Kapitoly z kalendáře
- Samotáři
- 7 dní života
- Válka ve třetím poschodí
- Začátek světa
- Zpráva o putování studentů Petra a Jakuba

### 2001
- Adam a Eva 2001
- Andělská tvář
- Archa pro Vojtu
- Babí léto
- Cabriolet
- Člověk v ZOO
- Divoké včely
- Hledači pevného bodu
- Hry prachu
- Jak ukrást Dagmaru
- Karu Süda – Medvědí srdce
- Když děda miloval Ritu Hayworthovou
- Královský slib
- Kruh
- Mach, Šebestová a kouzelné sluchátko
- Milan Hlavsa a Plastic People of the Universe
- Nachové plachty
- Noční hovory s matkou
- Paralelní světy
- Podzimní návrat
- Rebelové
- Tmavomodrý svět
- Výbuch
- Vyhnání z ráje
- Z pekla štěstí 2

### 2002
- A.B.C.D.T.O.P.O.L.
- Báječná show
- Brak
- Byla láska
- Děvčátko
- Fimfárum Jana Wericha
- Hodina tance a lásky
- Kdo bude hlídat hlídače? Dalibor aneb Klíč k chaloupce strýčka Toma
- Kruté radosti
- Láska shora
- Musím tě svést
- Perníková věž
- Radhošť
- Rok ďábla
- Síla lidskosti – Nicholas Winton
- Smradi
- Udělení milosti se zamítá
- Únos domů
- Útěk do Budína
- Výlet
- Waterloo po česku
- Zatracení
- Z města cesta

### 2003
- Cesta byla suchá, místy mokrá
- Čert ví proč
- Jak básníci neztrácejí naději
- Jedna ruka netleská
- Kameňák
- Krysař
- Lesní chodci
- Mazaný Filip
- Městečko
- Mír jejich duši
- Nevěrné hry
- Ničeho nelituji
- Nuda v Brně
- Pupendo
- Sentiment
- Trója v proměnnách času
- Želary

### 2004
- Afoňka už nechce pást soby
- Bezesné noci
- Bolero
- Český sen
- Český Woodstock
- Čtyřkolka
- Duše jako kaviár
- Horem Pádem
- Choking Hazard
- Kameňák 2
- Kousek nebe
- Krajina mého srdce
- Krev zmizelého
- Milenci & vrazi
- Mistři
- Mír jejich duši
- Non plus ultras
- O dve slabiky pozadu
- Pánská jízda
- Post Coitum
- Román pro ženy
- Silný kafe
- Snowboarďáci
- Správce statku
- Tři
- Vaterland – lovecký deník
- Zůstane to mezi námi
- Ženy pro měny

### 2005
- 4 věci
- Anděl Páně
- Blízko nebe
- Doblba!
- Gorila: Příběh opičí
- Hrubeš a Mareš jsou kamarádi do deště
- Ještě žiju s věšákem, plácačkou a čepicí
- Kamenolom Boží
- Kameňák 3
- Nebýt dnešní
- Občan Václav Havel jede na dovolenou
- Panic je nanic
- Pátrání po Ester
- Příběhy obyčejného šílenství
- Restart
- Sametoví vrazi
- Sklapni a zastřel mě
- Skřítek
- Sluneční stát
- Středoletní noci sen
- Šílení
- Štěstí
- Toyen
- Vierka aneb záhada zmizení rodiny B.
- Zdroj
- Žralok v hlavě

### 2006
- Experti
- Fimfárum 2
- Grandhotel
- Hezké chvilky bez záruky
- Chcípáci
- Indián a sestřička
- Industriální elegie
- Jak se krotí krokodýli
- Kdo mě naučí půl znaku
- Kráska v nesnázích
- Maharal – Tajemství talismanu
- Marcela
- Marta
- Mezi námi přáteli
- Nikdy nebylo líp
- No Smoking
- Olympic: Trilogy tour
- Obsluhoval jsem anglického krále
- Po hlavě... do prdele
- Prachy dělaj člověka
- Pravidla lži
- Půl čtvrté
- Rafťáci
- Ro(c)k podvraťáků
- Rozpomínání na Zrcadlení
- Schöderův báječný svět
- Smutek paní Šnajderové
- Snadné je žít
- Swingtime
- Účastníci zájezdu
- Vorga – Cesta mezi břehy
- Vratné lahve
- Všechno nejlepší!
- Záviš, kníže pornofolku pod vlivem Griffithovy Intolerance a Tatiho Prázdnin pana Hulota aneb Vznik a zánik Československa (1918–1992)
- Ztracená dovolená

### 2007
- …a bude hůř
- Bestiář
- Bouřlivě s tebou
- Comeback Odyssea
- Crash Road
- Edith Piaf
- Ghetto No.1
- Gympl
- Chyťte doktora
- Jan Saudek – V pekle svých vášní, ráj v nedohlednu
- Jedné noci v jednom městě
- Kvaska
- Medvídek
- Mír s tuleni
- Movie
- Naděje, zrada, bezčasí
- Na dně šuplíku
- Na vlastní nebezpečí
- Občan Havel
- O život
- Poslední plavky
- Poustevna, das ist Paradies!
- Pusinky
- ROMing
- Svatba na bitevním poli
- Tajnosti
- Václav
- Venkovský učitel

### 2008
- Anglické jahody
- Babička (dokumentární film)
- Bathory
- Bobule
- Děti noci
- El Paso
- František je děvkař
- Hlídač č. 47
- Karamazovi
- Kdopak by se vlka bál
- Kozí příběh – pověsti staré Prahy
- Kuličky
- Líbáš jako Bůh
- Máj
- Malé oslavy
- Někdo tam dole mě má rád
- Nejkrásnější hádanka
- Nestyda
- O bílé paní
- O rodičích a dětech
- René
- The Resolutions
- Sestra
- Sněženky a machři po 25 letech
- Taková normální rodinka
- Tobruk
- Tři dni na měsíci
- U mě dobrý
- Vítejte v KLDR!
- Vy nám taky, šéfe!

### 2009
- 2Bobule
- 3 sezóny v pekle
- Ať žijí rytíři!
- Auto*Mat
- Bloudím
- Čepel smrti
- Dešťová víla
- Dvojka
- Hodinu nevíš...
- Holka Ferrari Dino
- Hrubeš a Mareš Reloaded
- Jan Hus – mše za tři mrtvé muže
- Jánošík – Pravdivá historie
- Jarmareční bouda
- Jménem krále
- Kawasakiho růže
- Klíček
- Kněžna Libuše
- Krátká dlouhá cesta
- Lištičky
- Miloš Forman: Co tě nezabije…
- Muži v říji
- Na půdě aneb Kdo má dneska narozeniny?
- Nedodržený slib
- Nespavost
- Nevítaní
- Normal
- Občan Havel přikuluje
- Ocas ještěrky
- Oko ve zdi
- Operace Dunaj
- Pamětnice
- Proměny
- Protektor
- Restaurované filmy Jana Špáty
- Stínu neutečeš
- T.M.A.
- Ulovit miliardáře
- Včely letěly krásně
- Veni, vidi, vici
- Zapomenuté transporty do Polska
- Zemský ráj to na pohled
- Zoufalci

## 2010–2019

### 2010
- Andělé na kolejích
- Anglická rapsodie
- Aussig
- Bastardi
- Cinematerapie
- Česko na provázku
- Český mír
- Doktor od jezera hrochů
- For Semafor
- Generace 60
- Habermannův mlýn
- Heart Beat 3D
- Hlava – ruce – srdce
- Hurvínek na scéně
- Chrámy těla
- Jindřich IV.
- Jiřina Prekopová – Jsem tu pro lásku
- Kajínek
- Katka
- Kuky se vrací
- Ležáky 42
- Mamas & Papas
- Medvědí ostrovy
- Největší z Čechů
- Nesvatbov
- Občanský průkaz
- Oko nad Prahou
- PIKO
- Pouta
- Přežít svůj život
- Rodinka
- Román pro muže
- Skauťáci
- Sladké mámení
- Tacho
- Tantra
- Vše pro dobro světa a Nošovic
- Zachraňte Edwarse
- Ženy v pokušení

### 2011
- Alois Nebel
- Autopohádky
- Bastardi 2
- Cigán
- Czech Made Man
- Čertova nevěsta
- Dům
- Fimfárum – Do třetice všeho dobrého
- Hranaři
- Lidice
- Muži v naději
- Nevinnost
- Nic proti ničemu
- Nickyho rodina
- Odcházení
- Ostrov svaté Heleny
- Perfect Days – I ženy mají své dny
- Pod sluncem tma
- Poupata
- Rekvalifikace
- Rock života
- Rodina je základ státu
- Saxána a Lexikon kouzel
- Trafačka – Chrám svobody
- V peřině
- Vendeta
- Venku
- Závod ke dnu

### 2012
- 7 dní hříchů
- Až do města Aš
- Bastardi 3
- Cesta do lesa
- Čtyři slunce
- DonT Stop
- Dva nula
- Hra o kámen
- Karel Reisz, Ten filmový život
- Konfident
- Kozí příběh se sýrem
- Labyrint
- Láska je láska
- Láska v hrobě
- Líbáš jako ďábel
- Modrý tygr
- Můj vysvlečenej deník
- Největší přání
- Občan K.
- Odpad město smrt
- Okresní přebor – Poslední zápas Pepika Hnátka
- Pevnost
- Polski film
- Posel
- Poslední výkřik
- Praho, má lásko
- Probudím se včera
- Příběh z periferie
- Příliš mladá noc
- Rok konopí
- Signál
- Soukromý vesmír
- Svatá čtveřice
- Školní výlet
- Tady hlídám já
- Tajemství podzemní továrny v Chebu
- Tambylles
- Tmář a jeho rod aneb Slzavé údolí pyramid
- Tomorrow Will Be Better
- Vánoční hvězda
- Váňa
- Ve stínu
- Věra 68
- Vrásky z lásky
- Záblesky chladné neděle
- Země česká, domov Tvůj!

### 2013
- Babovřesky
- Bella Mia
- Bez doteku
- Carmen
- Collete
- Cyril a Metoděj – Apoštolové Slovanů
- Čtyřlístek ve službách krále
- Děkuji, dobře
- DK
- Donšajni
- Husiti
- Jako nikdy
- Jedlíci aneb Sto kilo lásky
- Kameňák 4
- Klauni
- Kovář z Podlesí
- Křídla Vánoc
- Láska, soudruhu!
- Liga Nepotřebných
- Líbánky
- Martin a Venuše
- Maturita
- Návrat Agnieszky H.
- Nepravděpodobná romance
- Nový život
- Obchodníci
- Příběh kmotra
- Přijde letos Ježíšek?
- Případ pro rybáře
- Revival
- Rozkoš
- Zejtra napořád

### 2014
- 10 pravidel jak sbalit holku
- Andělé všedního dne
- Babovřesky 2
- Bony a klid 2
- Cesta ven
- Dědictví aneb Kurvaseneříká
- Děti
- Díra u Hanušovic
- Fair Play
- Felvidék - Horná zem
- Gottland
- Hany
- Hodinový manžel
- Intimity
- Krásno
- Láska po anglicku
- Místa
- Modelky s.r.o.
- MY 2
- Něžné vlny
- Odborný dohled nad východem Slunce
- Osmy
- Parádně pokecal
- Pohádkář
- Pojedeme k moři
- Poslední cyklista
- Raluca
- Schmitke
- Socialistický Zombi Mord
- Štastná
- Tři bratři
- V tichu
- Vejška
- Všiváci
- Zakázané uvolnění

### 2015
- 10 pravidel jak sbalit holku
- Americké dopisy
- Andílek na nervy
- Babovřesky 3
- Cesta do Říma
- Domácí péče
- Filmová lázeň
- Filmový dobrodruh Karel Zeman
- Gangster Ka
- Fotograf
- Kobry a užovky
- Laputa
- Lovci a oběti
- Mallory
- Malý pán
- Nenasytná Tiffany
- Padesátka
- Rodinný film
- Sedmero krkavců
- Svatojánský věneček
- Vánoční Kameňák
- Vybíjená
- Wilsonov
- Ztraceni v Mnichově
- Život je život

### 2016
- Anděl Páně 2
- Ani ve snu!
- Anthropoid
- Bezva ženská na krku
- Děda
- Dvojníci
- Instalatér z Tuchlovic
- Já, Olga Hepnarová
- Jak básníci čekají na zázrak
- Jak se zbavit nevěsty
- Každý milion dobrý
- Kdo je kdo v mykologii
- Lída Baarová
- Lichožrouti
- Masaryk
- Miluj mě, jestli to dokážeš
- Musíme se sejít
- Muzikál aneb Cesty ke štěstí
- Nikdy nejsme sami
- Ostravak Ostravski
- Pohádky pro Emu
- Polednice
- Pravý rytíř
- Prázdniny v Provence
- Případ pro malíře
- Rudý kapitán
- Řachanda
- Sezn@mka
- Slíbená princezna
- Strašidla
- Tajemství pouze služební
- Taxi 121
- Tenkrát v ráji
- Teorie tygra
- Učitelka
- Vlk z Královských Vinohrad
- Zkáza krásou
- Zločin v Polné
- Zloději zelených koní

### 2017
- 8 hlav šílenství
- Absence blízkosti
- Bába z ledu
- Bajkeři
- Camino na kolečkách
- Červená
- Český žurnál - Hranice práce
- Český žurnál - Teorie rovnosti
- Divadlo vzdoru
- Ewa Farna 10: Neznámá známá
- Hurvínek a kouzelné muzeum
- Jmenuji se Hladový Bizon
- JXD Nepřesaditelný
- Krkonoše
- Křižáček
- Kvarteto
- Lajka
- Máma z basy
- Mečiar
- Milada
- Milda
- Miluji tě modře
- Motorband - Restart
- Muzzikanti
- Nebe peklo Lucie
- Nechte zpívat Mišíka
- Nejsledovanější
- Nerodič
- Out
- Pirko
- Po strništi bos
- Přání k mání
- Sama
- Sbohem děcáku
- Selský rozum
- Skokan
- Slepý Gulliver
- Strnadovi
- Svět podle Daliborka
- Špína
- Špindl
- Špunti na vodě
- Štěpec
- Tehdy spolu
- Universum Brdečka
- Všechno bude fajn
- Všechno nebo nic
- Vzrušení
- Zahradnictví: Dezertér
- Zahradnictví: Nápadník
- Zahradnictví: Rodinný přítel

### 2018
- Alenka v zemi zázraků
- Backstage
- Balada o pilotovi
- Bůh s námi – od defenestrace k Bílé hoře
- Cena za štěstí
- Čertoviny
- Čertí brko
- Dívka za zrcadlem
- Do větru
- Doktor Martin: Záhada v Beskydech
- Domestik
- Dukátová skála
- Dukla 61
- Důvěrný nepřítel
- Dvě nevěsty a jedna svatba
- Hastrman
- Hmyz
- Hovory s TGM
- Chata na prodej
- Chvilky
- Jak se moří revizoři
- Jan Palach
- Když draka bolí hlava
- Kluci z hor
- Kouzelník Žito
- Mars
- Metanol
- Miss Hanoi
- Odborný dohled nad výkladem snu
- Pat a Mat znovu v akci
- Pepa
- Planeta Česko
- Po čem muži touží
- Prezident Blaník
- Rašín
- Robert Vano – Příběh člověka
- Tátova volha
- Teambuilding
- Ten, kdo tě miloval
- Tlumočník
- Toman
- Trojí život
- Všechno bude
- Úsměvy smutných mužů
- Věčně tvá nevěrná
- Všechno bude
- Zlatý podraz
- Zoufalé ženy dělají zoufalé věci

### 2019
- Abstinent
- Amnestie
- Cena za štěstí
- Hodinářův učeň
- Hra
- Karel, já a ty
- Klec
- Léto s gentlemanem
- Letní hokej
- LOVEní
- Manželské etudy: Nová generace
- Můj nový život
- Na střeše
- Nabarvené ptáče
- Národní třída
- Narušitel
- Poslední aristokratka
- Pražské orgie
- Přes prsty
- Případ dvou básníků
- Případ dvou manželů
- Román pro pokročilé
- Skleněný pokoj
- Sněží!
- Staříci
- Tajemství a smysl života
- Teroristka
- Tiché doteky
- Trabantem tam a zase zpátky
- TvMiniUni: Zloděj otázek
- Úhoři mají nabito
- Uzly a pomeranče
- Velké dobrodružství Čtyřlístku
- Vlastníci
- Ženská na vrcholu
- Ženy v běhu

## 2020–2029

### 2020
- 3Bobule
- Bábovky
- Bourák
- Casting na lásku
- D2: Vlakem až na konec světa
- Havel
- Chlap na střídačku
- Jak Bůh hledal Karla
- Krajina ve stínu
- Léto patří rebelům
- Modelář
- Muž se zaječíma ušima
- Nová šichta
- Princezna zakletá v čase
- Příliš osobní známost
- Případ mrtvého nebožtíka
- Riško a Fučo: Na konci cesty
- Smečka
- Šarlatán
- Štěstí je krásná věc
- Taxikář
- Tichý společník
- Vlci na hranicích
- V síti
- Vánoční řezy
- Žáby bez jazyka
- Ženská pomsta

### 2021
- Atlas ptáků
- Deníček moderního fotra
- Gump – pes, který naučil lidi žít
- Chyby
- Il Boemo
- Jak jsem se stala partyzánkou
- Jan Werich: Když už člověk jednou je…
- Jedině Tereza
- Jednotka intenzivního života
- Karel
- Každá minuta života
- Kryštof
- Kumštýři: Ostruhy nekonečna
- Kurz manželské touhy
- Láska na špičkách
- Láska pod kapotou
- Manželství
- Marťanské lodě
- Matky
- Milan Kundera: Od žertu k bezvýznamnosti
- Minuta věčnosti
- Moje slunce Mad
- Mstitel
- Myši patří do nebe
- Okupace
- Prvok, Šampón, Tečka a Karel
- Přání Ježíškovi
- Shoky & Morthy: Poslední velká akce
- Sny o toulavých kočkách
- Stáří není pro sraby
- Ubal a zmiz
- Večírek
- Volným pádem
- Vyšehrad: Seryjál
- Zátopek
- Zákon lásky
- Zbožňovaný
- Známí neznámí
- Zpráva o záchraně mrtvého
- Zrcadla ve tmě

### 2022
- Andílci za školou
- Arvéd
- BANGER.
- Betlémské světlo
- Běžná selhání
- Buko
- Cesta do Tvojzemí
- Cirkus Maximum
- Grand Prix
- Hádkovi
- Hranice lásky
- Il Boemo
- Indián
- Jan Koller – Příběh obyčejného kluka
- Jan Žižka
- Kdyby radši hořelo
- Když prší slzy
- Láska hory přenáší
- Mimořádná událost
- Největší dar
- Oběť
- Pánský klub
- Párty Hárder: Summer Massacre
- Planeta Praha
- Po čem muži touží 2
- Poslední závod
- Prezidentka
- Princ Mamánek
- Princezna zakletá v čase 2
- Promlčeno
- Řekni to psem
- Slovo
- Služka
- Spolu
- Srdce na dlani
- Stínohra
- Střídavka
- Tajemství staré bambitky 2
- Tři Tygři ve filmu: JACKPOT
- V létě ti řeknu, jak se mám
- Velká premiéra
- Websterovi ve filmu
- Vánoční příběh
- Vyšehrad: Fylm
- Zakletá jeskyně
- Známí neznámí
- Zpráva o záchraně mrtvého
- Ženy a život

### 2023
- Bod obnovy
- Bratři
- Buď chlap!
- Citlivý člověk
- Cool Girl!
- Děti Nagana
- Hadí plyn
- Jak přežít svého muže
- Jedeme na teambuilding
- Její tělo
- Karavan
- Konec světa
- Lítá v tom
- Manželé Stodolovi
- Muž, který stál v cestě
- Němá tajemství
- Nikdy Neříkej Nikdy
- Ostrov
- Pramen
- Přání k Narozeninám
- Přišla v noci
- Rosa a Dara
- Sestry
- Tancuj Matyldo
- Tonda, Slávka a Génius
- Úsvit
- Vzteklá krása
- Život pro samouky

### 2024
- 15 x 15 x 5 (minisalon 1984)
- Aristokratka ve varu
- Django
- Franta mimozemšťan
- Gabriela Soukalová: Pravda se pořád vyplatí
- Gump – jsme dvojka
- Hello, Welcome
- Hranice Evropy
- Hrdí lvi: Postup
- Janžurka
- Jedna noc
- Karlos
- Krvavý Johann
- Láska na zakázku
- Lesní vrah
- Manželé Stodolovi
- Matka v trapu
- Mord
- Na plný plyn Asií
- Nikdo mě nemá rád
- Noční klid
- Od marca do mája
- Prázdniny s Broučkem
- Princezna na hrášku
- Sladký život
- Společně sami
- Sucho
- Superžena
- Světýlka
- Tady Havel, slyšíte mě?
- Ten, co slaví každý den
- Vězení dějin
- Vlny
- Zahradníkův rok
- Zápisník alkoholičky

### 2025
- Moře na dvoře
- Vyšehrad Dvje
- Jak se nám to mohlo stát!?
- Kouzlo derby
- Džob
- High school heist
- Krtkův svět
- Na plech
- Nikdo mě nemá rád
- Bez trenek
- Franz
- Můry
- Máma
- Neporazitelní